# Said Ibrahim bin Said Ali
Le prince Said Ibrahim Al Adham bin Sultan Said Ali (né le 17 avril 1911 à Tananarive, Madagascar et mort le 20 décembre 1975 à Djeddah, Arabie saoudite) est un haut fonctionnaire français et homme politique comorien. Fils du Sultan Said Ali bin Said Omar, premier et dernier sultan de Grande Comore, il ne peut prétendre au trône puisque son père a abdiqué en 1911, mais il s'engage dans la politique.

## Carrière
Après des études à Madagascar, il devient interprète. Après plusieurs demandes, il obtient en 1938 un poste aux services du Haut Commissaire de Madagascar dont dépendait l'archipel des Comores depuis 1908.
 
Durant la Seconde Guerre mondiale, entre juillet 1942 et octobre 1943, l'archipel comorien est occupé par les Britanniques.
 
À la suite de la mise en place de l'Union française, les Comores obtiennent un conseil général, une assemblée locale prévue pour représenter la population locale, il est nommé gouverneur des Comores. Les véritables tenants du pouvoir sont les Administrateurs supérieurs.
Outre sa fonction, il effectue un pèlerinage à La Mecque, en profite pour rencontrer Farouk Ier et visiter al-Azhar. Entre 1947 et 1948, il prend contact avec la Ligue arabe et milite pour une intervention contre Israël. Il démissionne en 1951 et se consacre entièrement à la politique aux Comores.
Il est le leader naturel du parti Blanc, parti d'opposition au conseil dirigé par Ahmed Mohamed, du Parti Vert. Son parti s'allie avec le parti de l'Entente Comorienne de son demi-frère Said Houssein. Il adhère au UDR de Charles de Gaulle et se présente deux fois à l'Assemblée nationale, mais sa demande est invalidée en 1951 et il est battu en 1957. Il est nommé ministre des Finances du Conseil des Comores de 1957 à 1958. À partir de 1959, le Territoire des Comores dispose de deux sièges à l'Assemblée et en 1959, 1962 et 1967, il est élu à l'Assemblée de la Ve République mais pour cela il doit s'allier au parti Vert de Mohamed Cheikh.
À partir de 1961, les îles comoriennes obtiennent une autonomie interne très importante. Said Ibrahim obtient plusieurs fois un siège à la Chambre des députés des Comores. Comme Mohamed Cheikh, il prône l'idée qu'il n'y a « pas d'indépendance politique sans indépendance économique » et entend lutter contre les sociétés coloniales. Il devient l'homme politique le plus important des Comores après la mort de Mohamed Cheikh. Mais alors qu'il est élu président du Conseil le 2 avril 1970 et réélu le 28 juin 1971, l'Assemblée lui devient hostile. La dissolution de l'Assemblée législative des Comores est prononcée en juin 1972 par une décision du conseil des ministres de la métropole, mais l'Umma-Mranda, sa nouvelle organisation anti-indépendantiste, ne rassemble que 25 % des voies aux élections. Ces événements aboutissent aux accords du 15 juin 1973 signés par Ahmed Abdallah.
Il décéda en 1975 à La Mecque après son pèlerinage. Le Roi Fayçal d'Arabie Saoudite - un ami proche du prince - proposa à la famille du prince d'inhumer sa dépouille à La Mecque ou à Médine. Cependant, ses deux fils aînés (le Prince Said Ali Kemal et le Prince Naçreddine) préférèrent inhumer leur père aux Comores parmi son peuple. Le Roi Fayçal organisa donc le rapatriement de sa dépouille aux Comores à bord de son jet privé. Said Ibrahim fut inhumé dans sa ville natale d'Iconi.
Il laissa des fils et des filles qui sont devenus des personnalités politiques, ministres et avocats reconnus : le Prince Said Ali Kemal, le Prince Fahmi Said Ibrahim, le Prince Mourad Said Ibrahim, le Prince Faiz Said Ibrahim et le Prince Moncef Said Ibrahim, la Princesse Sitina-Fatma (Lily), la Princesse Nourou, la Princesse Malika, la Princesse Hanazad, la Princesse Samira et la Princesse Thoueibat.

## Hommages
- Une mosquée porte son nom à Moroni
- L'Aéroport international Prince Saïd Ibrahim a été nommé en son honneur.